# Paffendorf
Paffendorf is een plaats in de Duitse gemeente Bergheim, deelstaat Noordrijn-Westfalen, en telt 1.250 inwoners (31 maart 2021).
Het dorp ligt aan de zuidwestoever van de rivier Erft in het Rijnlands bruinkoolgebied, circa 2 kilometer ten noordwesten van Bergheim-stad.
Paffendorf en het aangrenzende Zieverich zijn door de tussen deze twee dorpen door lopende Bundesstraße 477 met de Autobahn A61 verbonden (afrit nummer 18, twee km ten zuiden van deze twee dorpen), die van Hockenheim naar Nettetal leidt. Daarnaast is er een dicht wegennet van goede secundaire wegen.
Paffendorf heeft een klein station aan de Erftbahn Station Horrem - Station Bergheim - Neuss Hauptbahnhof.
Tussen Paffendorf en de A61 ligt een meer dan 100 hectare groot bedrijventerrein voor midden- en kleinbedrijf, zoals garages, grote doe-het-zelf- en meubelzaken, ambachtelijke bedrijven enz.

## Geschiedenis
Paffendorf wordt in een document uit 882 voor het eerst schriftelijk vermeld. Evenals buurdorp Glesch behoort het tot de 15 dorpen nabij het legendarische, middeleeuwse Bürgewald (zie: Arnoldsweiler), die van de middeleeuwen tot in de 19e eeuw tot een jaarlijkse betaling in natura (bijenwas voor kaarsen) aan de Rooms-Katholieke Kerk verplicht waren.
In 1746 leed het dorp veel schade door een grote dorpsbrand, die ook de dorpskerk niet spaarde.
Van 1953 tot 1993 werd enkele kilometers ten oosten van het dorp in de groeve Fortuna-Garsdorf op grote schaal bruinkool gedolven.

## Bezienswaardigheden
Het belangrijkste cultuurmonument in het dorp is het rond 1546 in opdracht van de eigenaars, leden van hetzelfde adellijke geslacht, dat kasteel Wijnandsrade bij Nuth in Nederlands Limburg bezat, in zijn huidige vorm gebouwde, en in 1753 gerenoveerde, Kasteel Paffendorf.
Onder architectuur van August Carl Lange werd het in 1865 verbouwd in neogotische stijl, met imitatie-kantelen en andere quasi-middeleeuwse elementen.
Het kasteel is sedert 1976 eigendom van het energieconcern RWE. Het heeft in het kasteel en in de 7,5 hectare grote kasteeltuinen een informatiecentrum over de bruinkoolwinning in de regio ingericht. Er wordt, o.a. via bordjes langs een wandelroute in de tuinen, ook achtergrondinformatie over o.a. de geologie verstrekt en over wat RWE doet en heeft gedaan, om de financiële en landschapsschade door de bruinkoolwinning te compenseren, respectievelijk herstellen. In het kasteel is een restaurant gevestigd.
Wellicht de bezienswaardigste kerk van de gemeente Bergheim is de rooms-katholieke St. Pancratiuskerk te Paffendorf. Reeds in 900 werd op de locatie van de huidige kerk een kapel gebouwd. Deze werd in de 11e en in het begin van de 16e eeuw vergroot tot een gotische kerk. In 1746, na de dorpsbrand, in 1860 en in 1978 vonden ingrijpende renovaties van het gebouw plaats. De kerk bezit enige belangrijke religieuze voorwerpen, waaronder een beeld van St. Antonius van Padua, afkomstig uit het v.m. Klooster Bethlehem bij Bergheim, een vroeg-16e-eeuws altaarstuk uit de Antwerpse School en een barokke kansel uit het jaar 1619.
De sinds 1339 bestaande Paffendorfer Mühle aan een aparte molentocht bij de Erft werd in het verleden voor vele doelen gebruikt (graan malen, hout zagen, lijnolie persen, in de 19e eeuw papierfabricage) en is nog ten dele maalvaardig, zij het met elektrische aandrijving; het molenrad bestaat niet meer. Het gebouw (bouwjaar 1880) staat onder monumentenzorg.
Ten oosten van het dorp zijn bij de Wiedenfelder Höhe in het voormalige bruinkoolgebied bij wijze van landschapsherstel tussen de nieuwe akkerlanden veel bomen geplant en is een fiets- en wandelroute uitgezet.

## Afbeeldingen

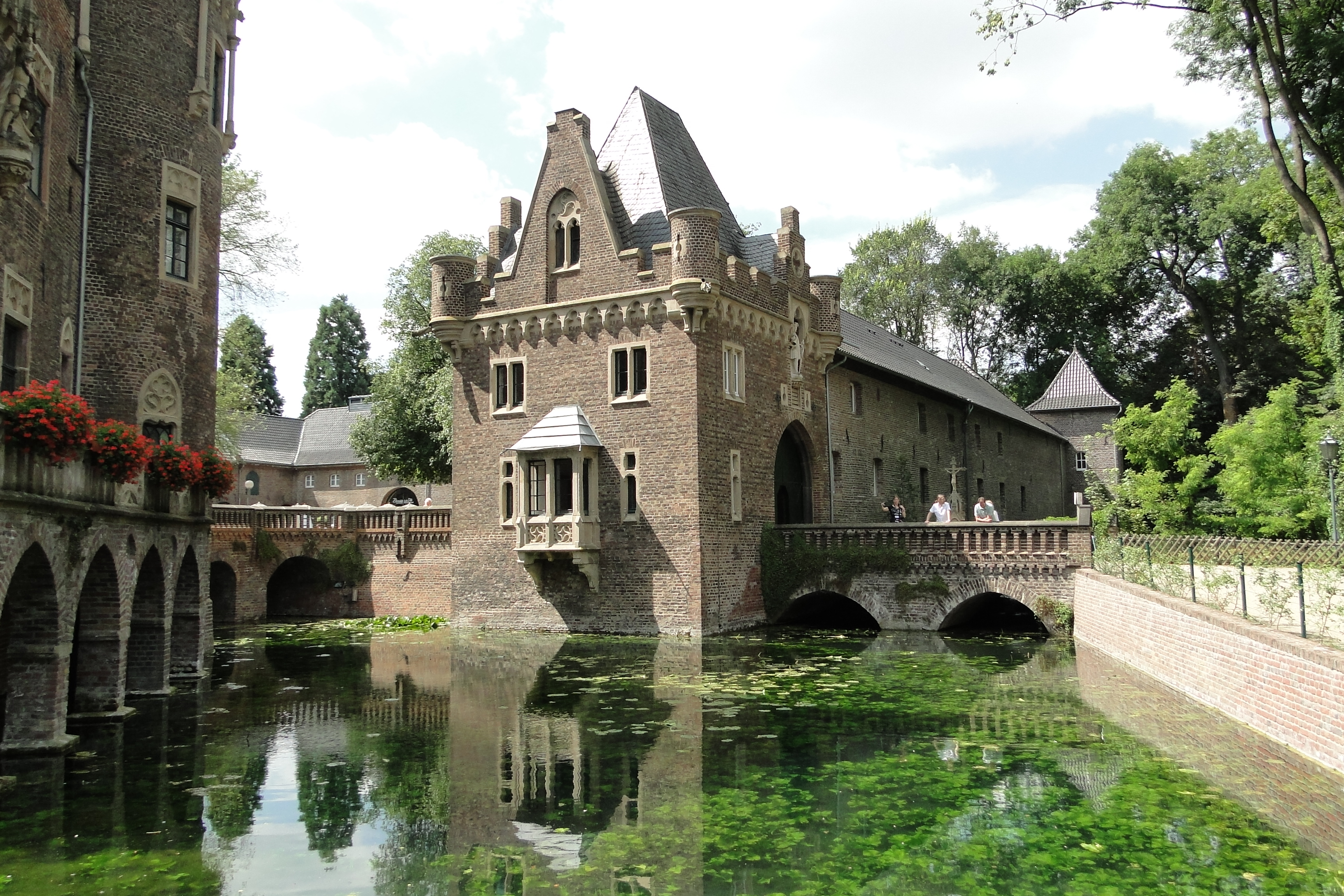
Kasteel Paffendorf (2)
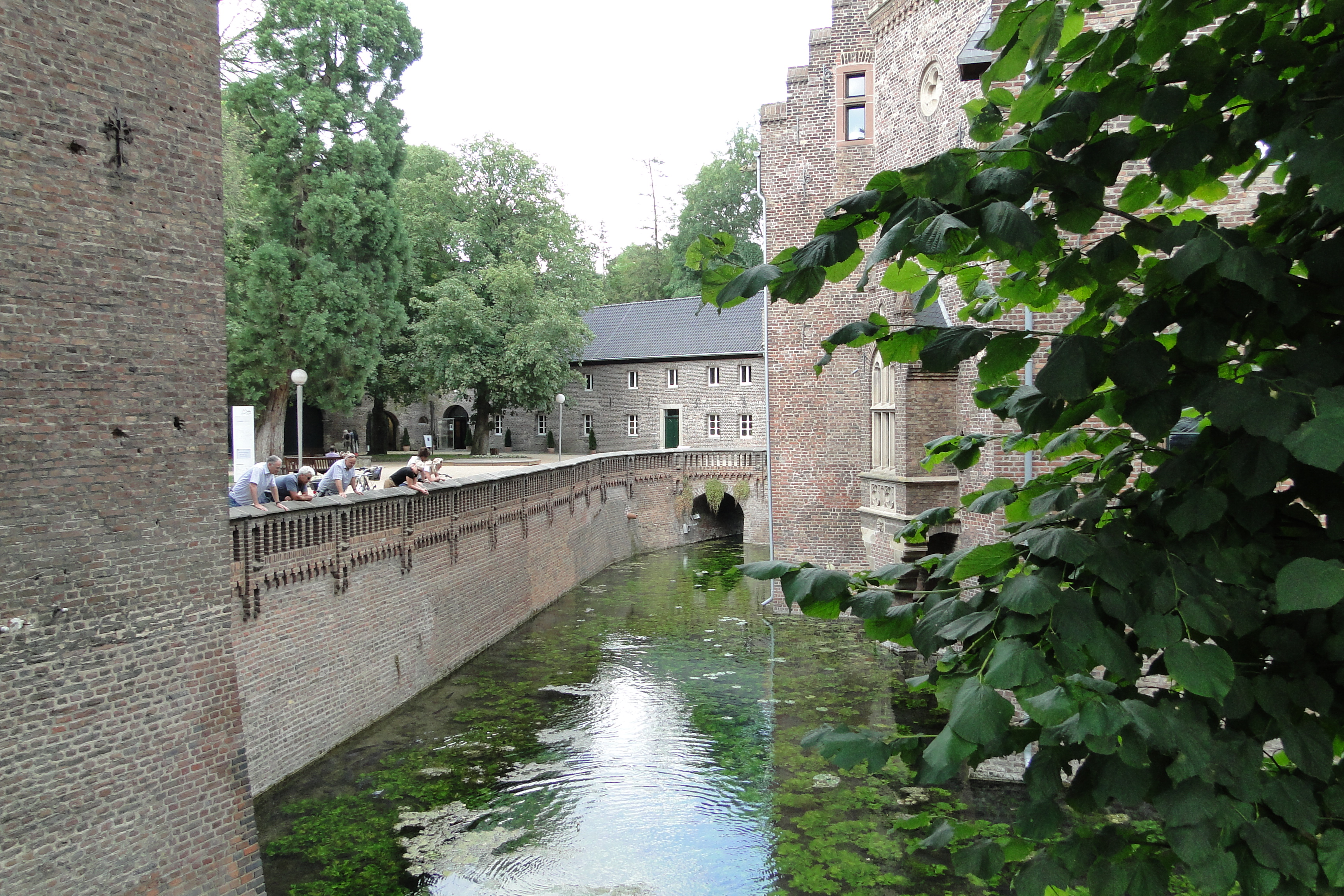
Kasteel Paffendorf (3)
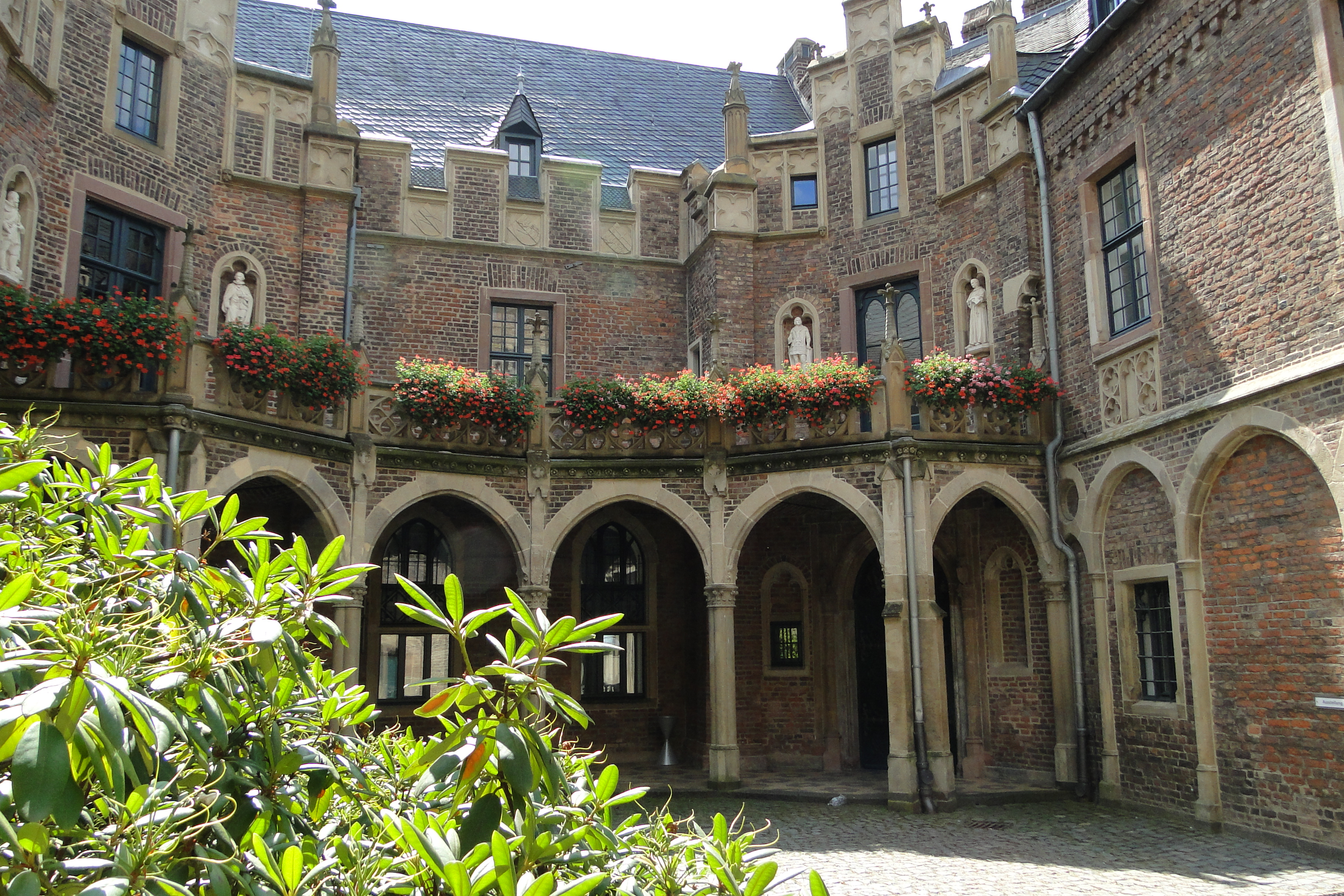
Kasteel Paffendorf (4)
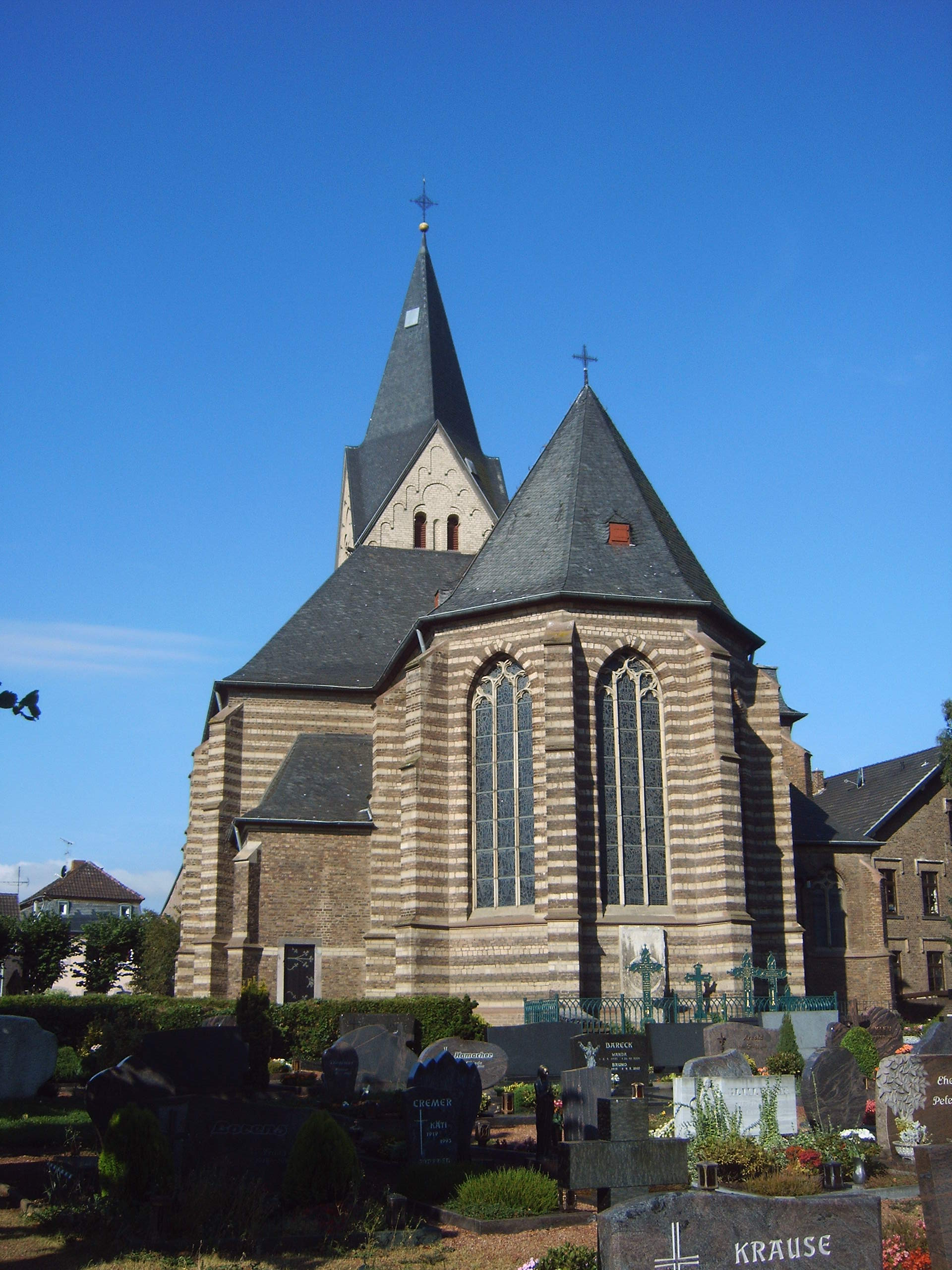
St. Pancratiuskerk te Paffendorf (1)
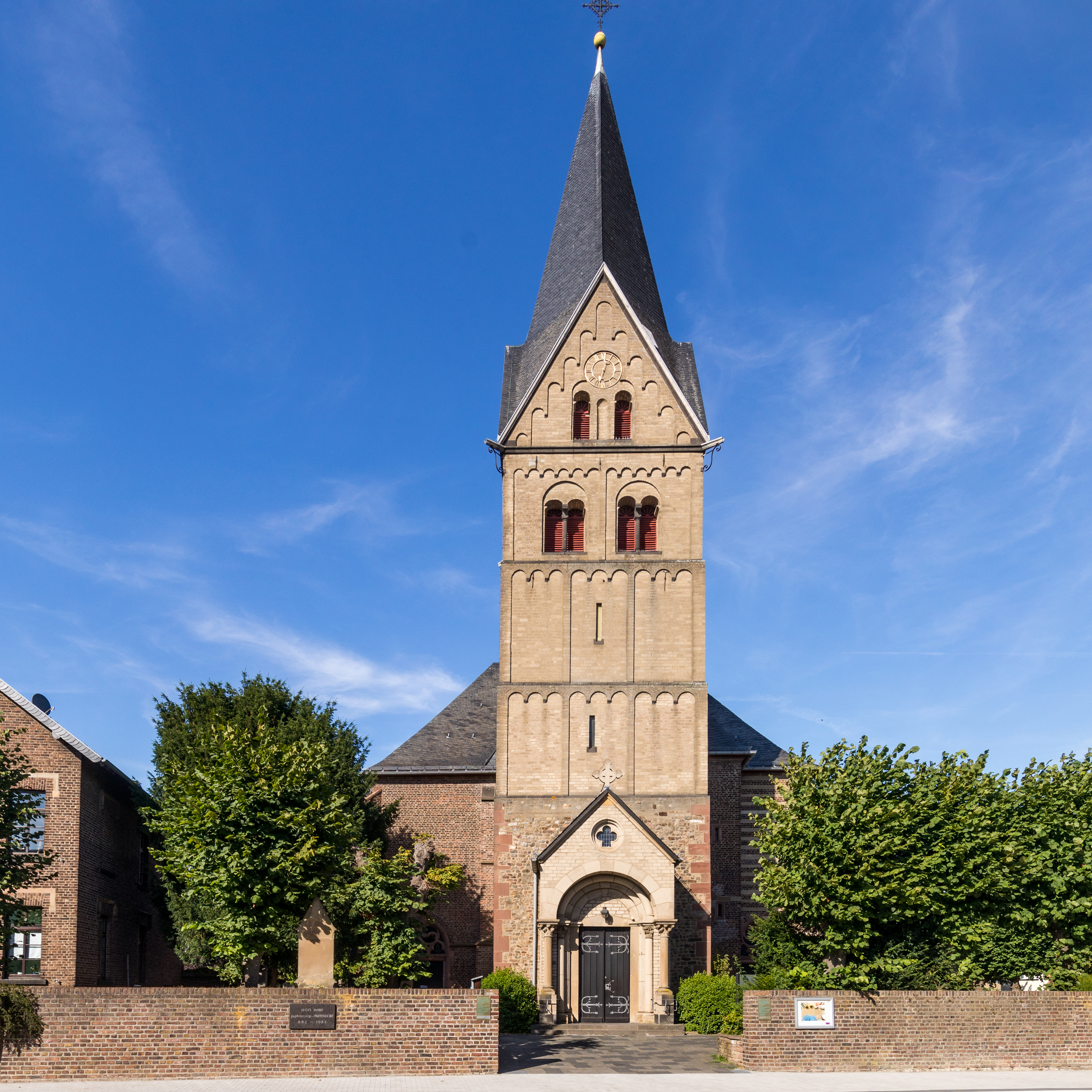
St. Pancratiuskerk te Paffendorf (2)
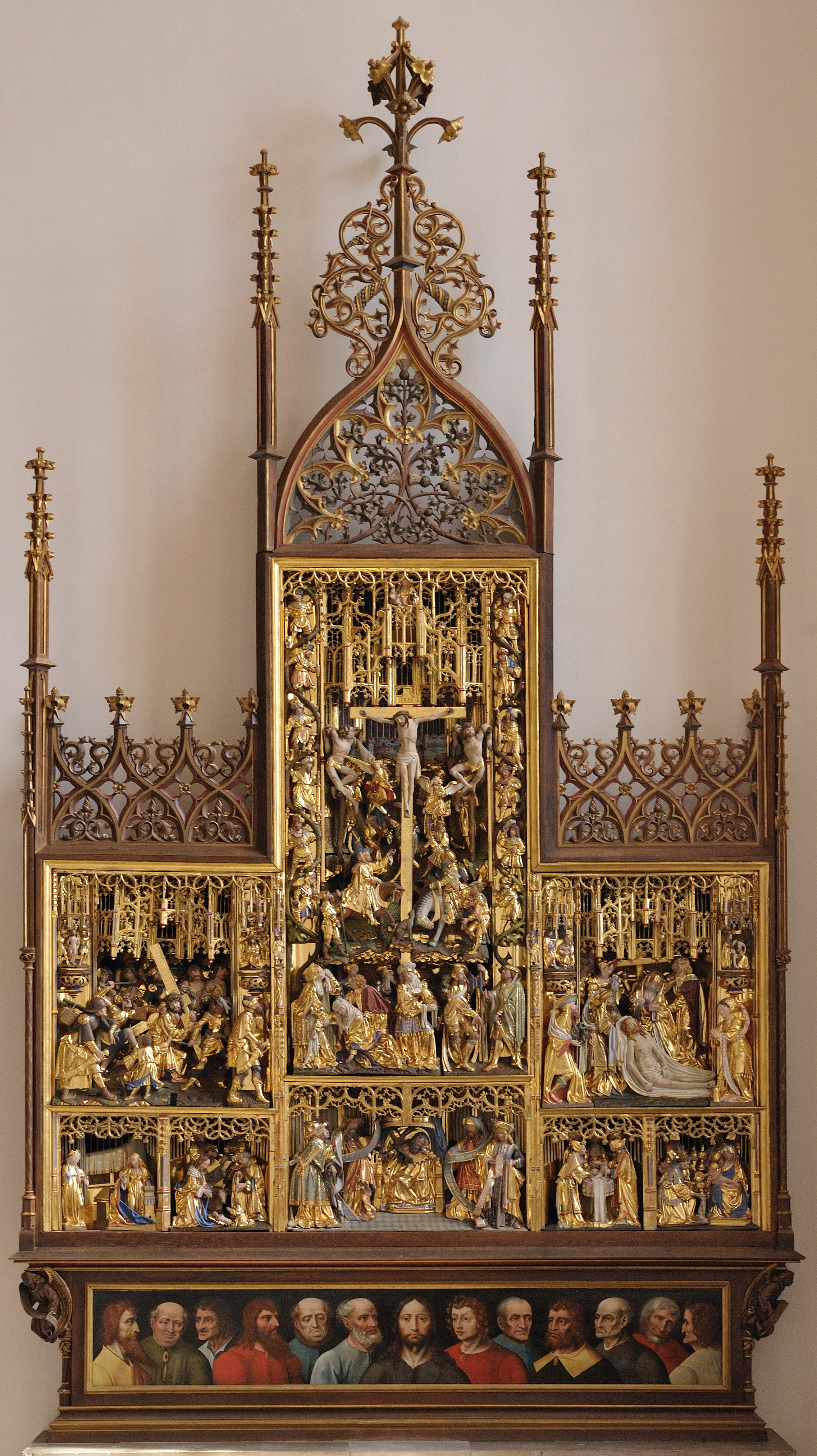
St. Pancratiuskerk: Antwerps retabel, begin 16e eeuw, verkregen uit de Dom van Essen
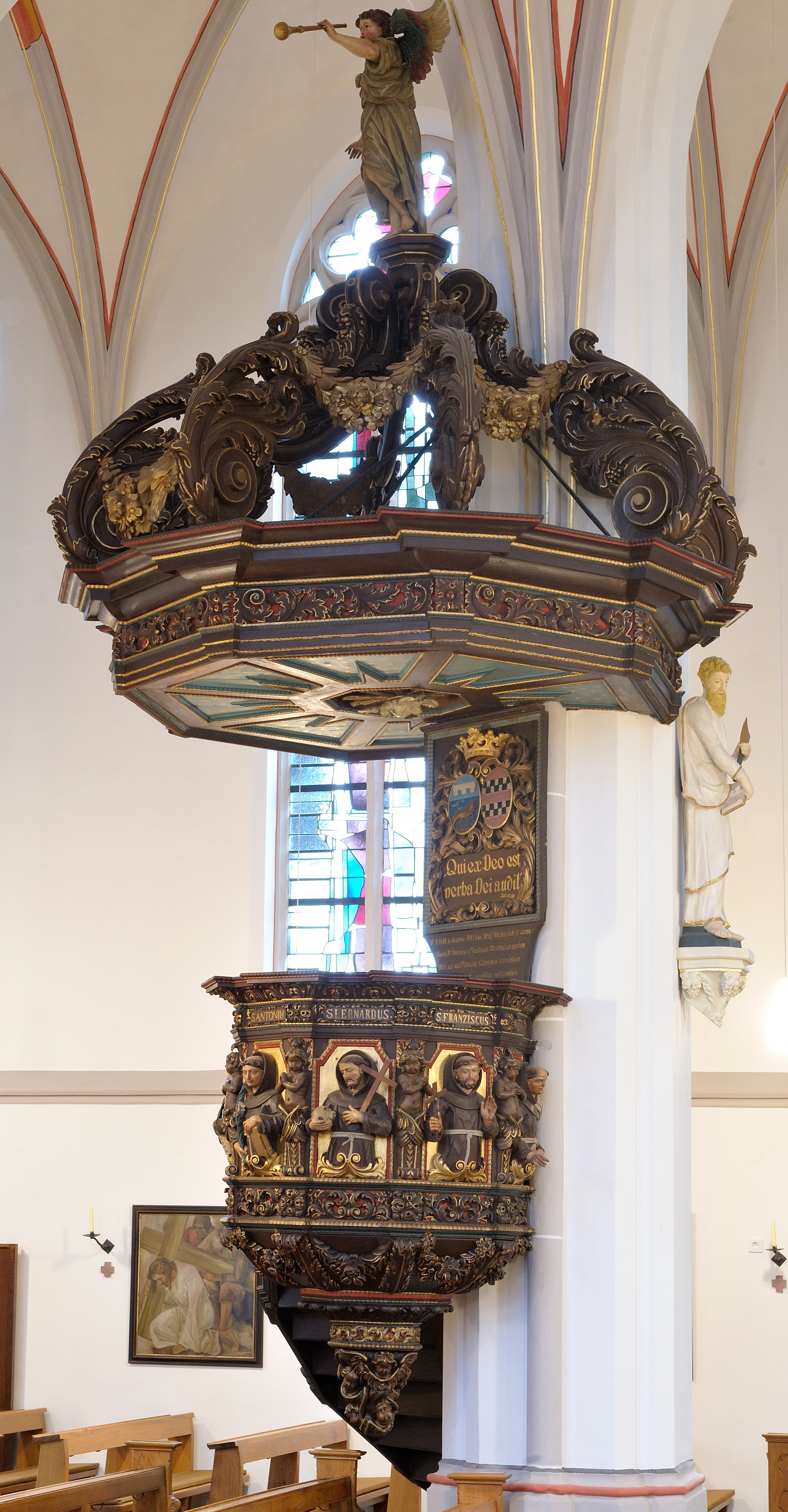
St. Pancratiuskerk: Barokke kansel, anno 1619
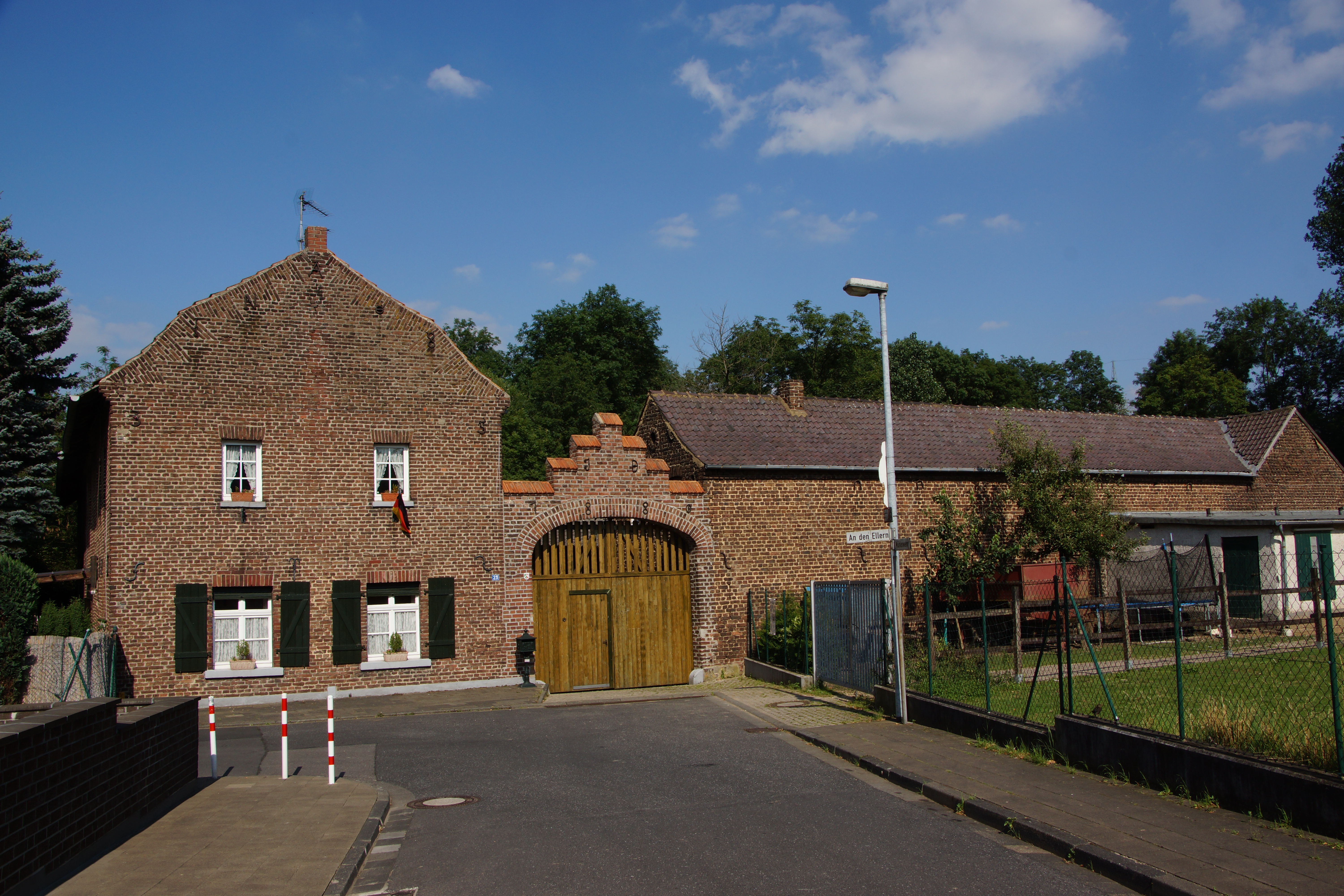
Voormalige watermolen Paffendorfer Mühle